# ویلای استالین

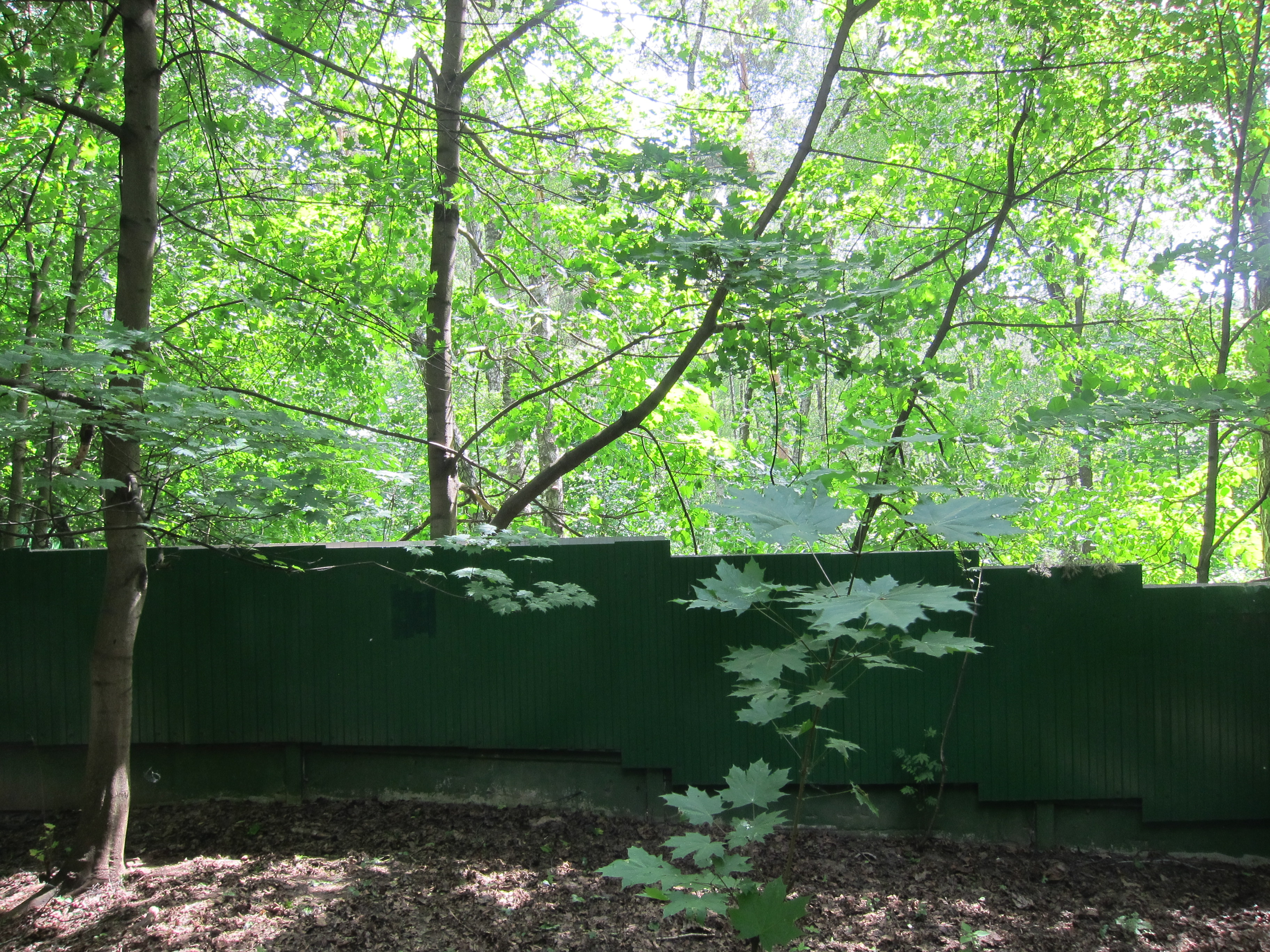
حصار کلبه تابستانی

ویلای استالین، داچای کونتسوو یا داچای استالین (روسی: Ку́нцевская да́ча، ت. «Kuntsevskaya dacha») محل اقامت شخصی جوزف استالین بین مسکو و داویدکووو (در جاده منتهی به شهر سابق کونتسوو) (که در آن زمان در استان مسکو، اکنون بخشی از منطقه فیلی مسکو قرار داشت) بود، جایی که او دو دهه آخر عمر خود را در آنجا گذراند و در ۵ مارس ۱۹۵۳ درگذشت. استالین همچنین زمان زیادی را در کرملین گذراند، جایی که در کنار دفاتر شامل اقامتگاه‌هایی برای زندگی بود. این ویلا در جنگلی نه چندان دور از پارک پیروزی امروزی واقع شده است.
این بنا همچنین «داچای نزدیک‌تر» نیز نامیده می‌شود (روسی: Ближняя дача، ت. «Blizhnyaya Dacha») که با «داچاهای دورتر» (far dachas) متمایز است. این بنا در سال‌های ۱۹۳۳–۱۹۳۴ بر اساس طرح‌های میرون مرزانوف ساخته شد. طبقهٔ دوم بنا در سال ۱۹۴۳ به ساختمان اصلی اضافه شد. استالین در طول جنگ جهانی دوم در این بنا (که شامل یک پناهگاه/پناهگاه بمب بود) زندگی می‌کرد. در آنجا، او میزبان مهمانان برجسته‌ای مانند وینستون چرچیل (در اوت ۱۹۴۲) و مائو تسه‌تونگ (در دسامبر ۱۹۴۹) بود.

## توصیف
این داچا در قلب یک جنگل انبوه از درخت توس واقع شده است؛ استحکامات آن شامل یک حصار دو جداره، توپ‌های ضدهوایی ۳۰ میلی‌متری استتارشده و یک نیروی امنیتی متشکل از سیصد نیروی ویژه کمیساریای خلق در امور داخلی یا NKVD (پس از سال ۱۹۴۶، MGB) بود. محوطه شامل یک برکه کوچک، درختان سیب و لیمو، یک باغ گل رز و یک قطعه زمین هندوانه بود که استالین دوست داشت در آن کشت کند. همچنین یک زمین ورزشی برای بازی گورودکی (Городки) وجود داشت.
پس از ورود به داچا، یک لابی با دو رختکن وجود داشت. در سمت چپ، دری به اتاق مطالعه شخصی استالین باز می‌شد، جایی که او بیشتر روز را در آنجا می‌گذراند. درست در روبرو، دری به اتاق غذاخوری بزرگ باز می‌شد، در حالی که در سمت راست یک راهروی بلند و باریک وجود داشت.
اتاق غذاخوری مستطیل شکل، میز بلند و براقی داشت که با فرش‌های رز رنگ پوشیده شده بود. این اتاق با تصاویری از ولادیمیر لنین و نویسنده ماکسیم گورکی تزئین شده بود. در این اتاق بود که استالین از اعضای دفتر سیاسی شوروی برای جلسات و شام‌های آخر شب پذیرایی می‌کرد و اغلب تصمیمات مهم در آنجا گرفته می‌شد. یک در «تقریباً نامرئی» در یک طرف اتاق غذاخوری به آشپزخانه و اتاق خواب استالین منتهی می‌شد.
در سمت چپ ویلا، اتاق مطالعه شخصی استالین (جایی که او بیشتر روز را در کونتسوو می‌گذراند) با میز تحریر بزرگ زمان جنگش، رادیویی که هدیه‌ای از وینستون چرچیل بود (که در اولین سفر چرچیل به مسکو، در اوت ۱۹۴۲ اهدا شده بود) و یک کاناپه قرار داشت؛ استالین معمولاً به جای اتاق خوابش، روی این کاناپه می‌خوابید. حمام در کنار اتاق مطالعه استالین قرار داشت.
در سمت راست، راهروی باریک و طولانی ابتدا به دو اتاق خواب (که بیشتر برای پذیرایی از مهمانان گاه‌به‌گاه استفاده می‌شد) و در نهایت به یک ایوان بزرگ و باز منتهی می‌شد. استالین زمان زیادی را در این ایوان می‌گذراند؛ حتی در هوای بسیار سرد زمستان، او اغلب روی صندلی می‌نشست، یک کت پوست گوسفند گرم و یک کلاه خز می‌پوشید. او همچنین دوست داشت در ایوان کتاب و گزارش بخواند و به پرندگان غذا بدهد.
استالین به ندرت از طبقه دوم ویلا بازدید می‌کرد، اگرچه به دستور او آسانسوری نصب شده بود. در ابتدا قرار بود تمام طبقه بالا برای اسکان دخترش سوتلانا آلیلویوا در نظر گرفته شده باشد، اما او به ندرت بیش از چند روز در سال در آنجا می‌ماند. در نتیجه، اتاق‌های طبقه بالا بیشتر اوقات تاریک و خالی می‌ماندند.
پس از مرگ استالین، مؤسسه مارکس-انگلس-لنین-استالین کمیسیونی را برای ایجاد موزه استالین در کونتسوو تشکیل داد. نیکیتا خروشچف این ایده را رد کرد و برای چندین دهه، این خانه ویلایی خالی از سکنه ماند.
دختر استالین، سوتلانا، گزارش داد که یک نسخه از نقاشی معروف «پاسخ قزاق‌های زاپوروژی» جایی در طبقه همکف خانه ویلایی آویزان بوده است، اما محل دقیق آن را مشخص نکرد.

### مهمانان برجسته
دیوید رینالدز تاریخ‌دان بریتانیایی بازدید چرچیل را اینگونه توصیف می‌کند:
[چرچیل] برای اولین ملاقاتش با رهبر شوروی، ساعت ۷ بعد از ظهر ۱۲ آگوست، با ماشین به کرملین برده شد. [...] چرچیل احساس کرد که آنها پس از چهار ساعت با حسن نیت از هم جدا شدند. او به «ویلای دولتی شماره ۷» (ویلای استالین در کونتسوو، که در طول بازدید در اختیار او قرار گرفته بود [...] بازگشت.

## داچا امروز
این ساختمان همچنان در هاله‌ای از رمز و راز پوشیده شده است: محوطه حصارکشی شده و به روی عموم بسته است. با این حال، این داچا به همراه تمام وسایل شخصی استالین، از جمله اتاق مطالعه او با میز تحریر زمان جنگ و مبلی که روی آن می‌خوابید، هنوز در شرایط خوبی نگهداری می‌شود.
ولادیمیر پوتین پس از رسیدن به ریاست جمهوری فدراسیون روسیه در سال ۲۰۰۰، قدرتمندترین الیگارش‌های تجاری روسیه را به کونتسوو احضار کرد، اقدامی که سرگئی پوگاچف (یکی از شرکت‌کنندگان در آن جلسه) آن را حرکتی «بسیار نمادین» توصیف کرد؛ یکی دیگر از شرکت‌کنندگان، میخائیل خودورکوفسکی، گفت که پوتین با احضار آن‌ها به کونتسوو و نشستن در دفتر استالین، «می‌خواست که ما بفهمیم به‌عنوان تاجران بزرگ، ممکن است قدرتی داشته باشیم، اما این قدرت در مقایسه با قدرت او به عنوان رئیس دولت، هیچ است.» (خودورکوفسکی «این پیام را متوجه نشد» و در نهایت به اتهام فرار مالیاتی به ده سال زندان محکوم شد.)